# Hijos de la tierra (álbum de Green Valley)
Hijos de la Tierra, el es cuarto álbum de la banda española de reggae y dancehall Green Valley
Fue lanzado el 22 de marzo del 2014 para celebrar el 10º aniversario de la banda, y cuenta con las colaboraciones con Rayden, Rapsusklei o Lasai. El disco contiene 14 canciones que fluyen entre varios estilos musicales como el hip hop, dancehall o el reggae más puro. También contiene letras consientes y frescas a la vez que actuales e innovadoras, con el fin de conseguir del mundo un lugar mejor. 

## Lista de canciones
1. Love Love
2. Corren Tiempos Difíciles
3. Esto te hace Mal
4. Las Estrellas del Cielo (con Rayden)
5. El Mensaje de la Luz
6. No Vengas al Barrio
7. Hijos de la Tierra
8. Si No te tengo
9. Una bala, un disparo (con Fermin Muguruza)
10. Bailando al son del Mar (con Rapsusklei)
11. Cuéntame
12. Mi tesoro
13. Furia (con Lasai)
14. Una noche más (con Egoitz22)